# Списак места Светске баштине у Црнoj Гори
Локалитети светске баштине Организације Уједињених нација за образовање, науку и културу (UNESCO) су места од значаја за културну или природну баштину како је описано у Унесковој конвенцији о светској баштини, установљеној 1972. године. Црна Гора, која је прогласила независност 2006. након распада Југославије и распада Србије и Црне Горе, приступила је конвенцији 3. јуна 2006.
Ажурирано: 2018. на листи се налазе четири локације у Црној Гори и још шест на пробној листи (званична листа локација које се могу узети у обзир за будуће подношење). Први сајт у Црној Гори који је додатак на листу био је природни и културно-историјски регион Котора, уписан на трећој сесији УНЕСКО 1979. године. Национални парк Дурмитор је уписан на листу 1980. године. Ова два локалитета први пут су додата на листу када је Црна Гора још била у саставу Југославије. Поред тога, на листи су и два транснационална сајта. Средњовековна гробља Стећци, уписана су 2016. године, и упис у УНЕСКО је заједнички са Босном и Херцеговином, Хрватском и Србијом, док локалитет Млетачке утврде Црна Гора дели са Италијом и Хрватском. Национални парк Дурмитор је наведен као природни локалитет, док су остала три културна добра, према критеријумима одабира организације.
У тренутку уписа 1979. године, локалитет Природно-културно-историјска регион Котор одмах је наведен као угрожен, због штете коју је претрпео у земљотресу јачине 6,9 Мв који је погодио ово подручје раније те године. Након рестаурације, коју је у великој мери финансирао Унеско, уклоњен је са листе угрожених локација 2003.
УНЕСКО наводи локалитете под десет критеријума; сваки унос мора да испуњава бар један од критеријума. Критеријуми од I до VI су културног типа, а од VII до X природног.

## Списак места Светске баштине
| Локалитет                                                                                                  | Слика    | Локација (општина)        | Година уписа | УНЕСКО подаци                 | Опис |
| --- | -------- | ------------------------- | ------------ | ----------------------------- | --- |
| Природна и културно-историјска регија Котор                                                                | Kotor    | Котор, Херцег Нови, Тиват | 1979.        | 125; и, ii, iii, iv (Култура) | Бококоторски залив, стратешка природна лука у источном Јадрану, био је важан центар уметности и трговине током средњег века. Вредност региона је оличена у квалитету архитектуре у његовим утврђеним и отвореним градовима, насељима, палатама и манастирским целинама, и њиховој складној интеграцији у култивисани терасасти пејзаж на падинама високих стеновитих брда. Локалитет обухвата градове Котор, Пераст и Рисан, као и которска утврђења. У периоду од 1979. до 2003. године локалитет је био на листи угрожених због штете коју је проузроковао земљотрес у Црној Гори 1979. године. Мање измене граница локалитета извршене су 2012. и 2015. године. |
| Национални парк Дурмитор                                                                                   | Durmitor | Жабљак                    | 1980.        | 100; vii, viii, к (Природа)   | Дурмитор је кречњачки масив који је део Динарских Алпа. Обликовали су га глечери и кроз њега пролазе кањони реке, од којих кањон реке Таре има најдубље речне клисуре у Европи, на око 1.300 meters (4.300 feet) . У парку се налази 18 ледничких језера, највеће је Црно језеро. Дурмитор је такође важно место за биодиверзитет. Након уписа на Унескову листу светске баштине 1980. године, границе локације су измењене 2005. године како би биле у складу са границама националног парка. |
| Стећци – средњовековни надгробни споменици                                                                 |          | Жабљак, Плужине           | 2016.        | 1504; iii, vi (Култура)       | Стећци (синг. стећак) или средњовјековни надгробни споменици су монолитни камени споменици пронађени на подручју данашње Босне и Херцеговине, дијеловима Хрватске, Србије и Црне Горе. Први пут су се појавили у 12. веку, а врхунац су достигли у 14. и 15. веку. У Црној Гори су уписана три локалитета, два на Жабљаку и један у Плужинама. |
| Венецијанска одбрамбена остварења из периода између 16. и 17. века: Stato da Terra – Западни Stato da Mar* |          | Котор                     | 2017.        | 1533; iii, iv (Култура)       | Ово имање се састоји од шест компоненти одбрамбених радова у Италији, Хрватској и Црној Гори, који се протежу на више од 1.000 km (620 mi) између регије Ломбард у Италији и источне обале Јадрана. Дизајн утврђења обележило је увођење барута у ратовање, што је довело до значајних промена у војној техници и архитектури. Которска утврђења су дио локалитета у Црној Гори. |

## Тентативна листа
Поред локалитета уписаних на Листу светске баштине, државе чланице могу да одржавају листу пробних локација које могу да размотре за номинацију. Номинације за Листу светске баштине се прихватају само ако је локација претходно била наведена на тентативној листи. Завршно са 2018. годином, Црна Гора је на својој тентативној листи забележила шест локација.
| Сајт                                                           | Слика | Локација (општина) | Година уписа | Унеско критеријуми     | Опис |
| -------------------------------------------------------------- | ----- | ------------------ | ------------ | ---------------------- | --- |
| Историјско језгро Цетиња                                       |       | Цетиње             | 2010.        | ii, iii, vi (Култура)  | Град Цетиње је био стара престоница Црне Горе, али и значајан верски центар. Основан је у 15. веку и доживео је велики урбани развој у 19. веку. |
| Стари град Бар                                                 |       | Бар                | 2010.        | ii iii, v (Култура)    | Град Бар, морска лука на југу Црне Горе, представља састав неколико медитеранских култура: илирске, хеленистичке, римске, византијске, словенске, венецијанске и османске. Важан је археолошки локалитет из средњег века. |
| Доцлеа                                                         |       | Подгорица          | 2010.        | ii iii, vi (Култура)   | Доклеја је била типичан римски град са обележјима као што су форум, храмови, бање и урбане виле. У 5. веку су га опустошили западни и источни Готи, а донекле су га препородили у 9. веку. Око града се налазе римске некрополе. |
| Национални парк Биоградска Гора                                |       | Колашин            | 2010.        | vii, viii, x (Природа) | Национални парк, дом једне од последњих европских нетакнутих шума, важно је место за биодиверзитет. Обухвата слив ријеке Биоградске у централном дијелу планинског масива Бјеласице. Планине сежу изнад 2000 метара и има шест глацијалних језера. |
| Стари град Улцињ                                               |       | Улцињ              | 2018.        | ii, iv, v (Култура)    | Стари град чува културне слојеве који су настајали током неколико историјских периода, на шта указују археолошки остаци и архитектонски објекти. Такође је изузетан примјер традиционалних насеља овог типа која су се континуирано развијала и прилагођавала природној конфигурацији терена на једној од најпрепознатљивијих тачака црногорског приморја. |
| Древне и исконске букове шуме Карпата и других региона Европе* |       | Колашин            | 2019.        | ix (Природа)           | Циљ номинације је проширење укључивањем једне компоненте националног парка Биоградска гора. Прашумски резерват Биоградска гора карактерише велики број сложених екосистема, са високим степеном рефугијалних станишта, као и знатан број ендемичних и ретких биљних и животињских врста.                                                                   |